# 伍德利夫 (加利福尼亞州納帕縣)
伍德利夫（英語：Woodleaf）是位於美國加利福尼亞州納帕縣的一個非建制地區。該地的面積和人口皆未知。

## 地理
伍德利夫的座標為38°35′20″N 122°36′25″W / 38.58889°N 122.60694°W，而該地的平均海拔高度為119米（即390英尺）。